# Brezje ob Slomu
Brezje ob Slomu (phát âm [ˈbɾeːzjɛ ɔp ˈsloːmu]) là một khu định cư ở khu đô thị Šentjur, miền đông Slovenia. Khu định cư, cũng như toàn bộ đô thị này, được bao gồm trong vùng thống kê Savinja, mà nó nằm trong phân vùng Slovenia của Công quốc lịch sử Styria.
Tuyến đường sắt từ Celje đến Maribor chạy dọc theo rìa phía đông của khu định cư.